# Neoamerioppia nagyi
Neoamerioppia nagyi är en kvalsterart som först beskrevs av Sandór Mahunka 1969.  Neoamerioppia nagyi ingår i släktet Neoamerioppia och familjen Oppiidae. Inga underarter finns listade i Catalogue of Life.